# Aero Wings
Aero Wings är ett flygsimulator-spel utvecklat av CRI till Dreamcast.